# 吉內爾峰
46°14′15″N 10°43′56″E / 46.23744°N 10.7323°E
吉內爾峰（義大利語：Cima Giner），是意大利的山峰，位於該國北部，由倫巴第大區負責管轄，屬於阿達梅洛-普雷薩內拉阿爾卑斯山脈的一部分，海拔高度2,957米，每年平均降雨量1,357毫米。